# Pentanodes dietzii
Pentanodes dietzii là một loài bọ cánh cứng trong họ Cerambycidae.